# Diospyros ulo
Diospyros ulo är en tvåhjärtbladig växtart som beskrevs av Elmer Drew Merrill. Diospyros ulo ingår i släktet Diospyros och familjen Ebenaceae. Inga underarter finns listade i Catalogue of Life.